# A1 Srbija
A1 Srbija d.o.o. (ehemals Vip mobile d.o.o.) ist ein Telekommunikationsunternehmen, das Mobilfunknetze in Serbien betreibt. Das Unternehmen ist eine 100-prozentige Tochter der Telekom Austria, die in insgesamt acht Ländern Zentral- und Osteuropas aktiv ist. A1 Srbija steht in Serbien im Wettbewerb zu Telekom Srbija sowie Telenor (Telefongesellschaft aus Norwegen).

## Geschichte

Ehemaliges Logo

Vip mobile wurde von Boris Nemšić, dem ehemaligen Generaldirektor der mobilkom austria AG, gegründet. Das Unternehmen erhielt die Lizenz am 1. Dezember 2006 und startete am 9. Juli 2007 mit dem operativen Geschäft.
Bis 2010 wurde Vip mobile als 100-prozentige Tochtergesellschaft der mobilkom austria AG geführt. Am 8. Juli 2010 wurde die mobilkom austria AG mit der Telekom Austria TA AG verschmolzen. Im Zuge dieser Verschmelzung wurden die nicht österreichischen Tochterunternehmen der mobilkom austria AG der Telekom Austria unterstellt. Daher ist Vip mobile seit 2010 eine 100-prozentige Tochter der Telekom Austria.
Das Unternehmen hatte im 1. Quartal 2013 laut eigenen Angaben einen Marktanteil von 20,5 Prozent und war zu dem Zeitpunkt der drittgrößte Mobilkommunikationsanbieter in der Republik Serbien. Im Jahr 2020 betrug der Marktanteil 25,67 %.
Am 7. April 2021 wurde das Unternehmen offiziell in A1 Srbija umbenannt.

## Vorwahl
Die Vorwahlnummern für das Netz sind 060, 061 und 068.